# Gura Putilei, Putila
Gura Putilei (în ucraineană Усть-Путила, transliterat: Ust-Putîla și în germană Uscie Putilla) este un sat reședință de comună în raionul Putila din regiunea Cernăuți (Ucraina). Are 623 locuitori, preponderent ucraineni (huțuli).
Satul este situat la o altitudine de 1183 metri, la confluența râurilor Putila și Ceremuș,  în partea de nord a raionului Putila. De această comună depind administrativ satele Bischiv și Șpetchi.

## Istorie
Localitatea Gura Putilei a făcut parte încă de la înființare din regiunea istorică Bucovina a Principatului Moldovei.  Prima mențiune scrisă a satului datează din secolul al XVIII-lea. 
În ianuarie 1775, ca urmare a atitudinii de neutralitate pe care a avut-o în timpul conflictului militar dintre Turcia și Rusia (1768-1774), Imperiul Habsburgic (Austria de astăzi) a primit o parte din teritoriul Moldovei, teritoriu cunoscut sub denumirea de Bucovina. După anexarea Bucovinei de către Imperiul Habsburgic în anul 1775, localitatea Gura Putilei a făcut parte din Ducatul Bucovinei, guvernat de către austrieci, ca reședință a districtului Putila (în germană Putilla). 
În anul 1848, comunitatea locală a sprijinit activ revolta iobagilor condusă de Luchian Cobiliță. La sfârșitul secolului al XIX-lea a funcționat aici un oficiu poștal.
După Unirea Bucovinei cu România la 28 noiembrie 1918, satul Gura Putilei a făcut parte din componența României, în Plasa Putilei a județului Rădăuți. Pe atunci, majoritatea populației era formată din ucraineni. În perioada interbelică, funcționau în sat un oficiu telefonic și o filială a Casei Asigurărilor Sociale din Rădăuți .
Ca urmare a Pactului Ribbentrop-Molotov (1939), Bucovina de Nord a fost anexată de către URSS la 28 iunie 1940, reintrând în componența României în perioada 1941-1944. Apoi, Bucovina de Nord a fost reocupată de către URSS în anul 1944 și integrată în componența RSS Ucrainene. 
Începând din anul 1991, satul Gura Putilei face parte din raionul Putila al regiunii Cernăuți din cadrul Ucrainei independente. Conform recensământului din 1989, numărul locuitorilor care s-au declarat români plus moldoveni era de 2 (1+1), reprezentând 0,36% din populația localității . În prezent, satul are 623 locuitori, preponderent ucraineni.

## Demografie
Componența lingvistică a localității Gura Putilei
     Ucraineană (99,84%)
     Alte limbi (0,16%)
Conform recensământului din 2001, majoritatea populației localității Gura Putilei era vorbitoare de ucraineană (99,84%), existând în minoritate și vorbitori de alte limbi.
1989: 560 (recensământ) 
2007: 623 (estimare)

## Recensământul din 1930
Componența etnică a comunei Gura Putilei (județul Rădăuți)
     Români (12,07%)
     Evrei (12,62%)
     Ruteni (7,8%)
     Huțuli (66,08%)
     Altă etnie (1,43%)
Componența confesională a comunei Gura Putilei
     Ortodocși (83,75%)
     Mozaici (12,62%)
     Greco-catolici (2,75%)
     Altă religie (0,88%)
Conform recensământului efectuat în 1930, populația comunei Gura Putilei se ridica la 911 locuitori. Majoritatea locuitorilor erau huțuli (66,08%), cu o minoritate de evrei (12,62%), una de ruteni (7,8%) și una de români (12,07%). Alte persoane s-au declarat: germani (4 persoane), ruși (4 persoane), turci (2 persoane) și polonezi (3 persoane). Din punct de vedere confesional, majoritatea locuitorilor erau ortodocși (83,75%), dar existau și mozaici (12,62%) și greco-catolici (2,75%). Alte persoane s-au declarat: romano-catolici (6 persoane) și musulmani (2 persoane).

## Obiective turistice
- Biserica de lemn cu hramul "Sf. Parascheva" - construită în anul 1881. Clopotnița este tot din lemn și datează din secolul al XIX-lea [5].
- Muntele "Hycha" - este un simbol al satului aflat într-o pădure de brad. Se află situat pe malul drept al râului Ceremuș între satele Gura Putilei și Șpetchi.
- Stânca Fermecată (Закам’яніла багачка) - monument geologic de importanță locală. Este o construcție geologică de formă piramidală, având o înălțime de 20 de metri, lățime de 12 metri și este asociată cu o serie de legende locale [6].